# Шахайки
Шахайки — бывшая деревня в Яранском районе Кировской области. Входила в Мари-Ушемский сельский округ (ныне территория Сердежского сельского поселения).

## Расположение
Расположена в верховьях реки Лум. Ближайший существующий населённый пункт — Арламуаш.

## История
Согласно легенде первым поселенцем был мариец Шахай, позднее здесь поселились русские.
В 1918 году деревня была центром Шахайского восстания. Тогда кулаки 32 деревень Сердежской волости объединились против рабочих дружин, сформированных Яранским уездным исполкомом для насильственного отчуждения хлеба. Из пришедших за зерном красноармейцев и рабочих 6 чел. убито и около 60 ранено. На подавление был послан отряд в 500 чел. Около 70 чел. крестьян были арестованы, 1 убит и на деревни была наложена контрибуция. Жертвы кулаков, в том числе уездный комиссар по продовольствию Г. Е. Кропинов, были похоронены на Вознесенском кладбище в Яранске, их могилы находятся под охраной государства как объект культурного наследия. 
Снята с учёта 28 января 1987 года.